# Rymsza (Adelsgeschlecht)

Wappen Gozdawa

Rymsza, auch Rimscha oder Rymscha, historisch auch Rymszycz, ist der Name eines polnisch-litauischen Adelsgeschlechts weißruthenischen Ursprungs, dessen deutscher Zweig schließlich auch dem baltischen Adel zuzurechnen ist.

## Geschichte
Das Geschlecht wurde mit Olechno Rymsza, der von Sigismund I. am 21. Juni 1521 den Kauf des Gutes Mechanowitschi in der Woiwodschaft Nowogródek bestätigt bekam, erstmals urkundlich genannt. Ebendort war auch Penczy, das Stammgut der Familie gelegen, das bereits 1529 im Besitz des Geschlechts genannt wurde und bis 1825 bei den Rymsza blieb. Jan Olechnowicz Rymsza war vom 3. Januar 1552 bis zum 27. September 1554 Stadtrichter von Wilna sowie vom 22. Juni 1552 bis zum 27. September 1554 Bannerträger des Kreises Oszmiana in der Woiwodschaft Wilna. Jerzy Rymsza, war seit 9. Februar 1699 Titular Untertruchsess von Starodub, Woiwodschaft Smolensk und Jan Aleksander Rymsza († nach 1737) war von 1716 bis 1731 Tafelschneider des Kreises Brasław in der Woiwodschaft Wilna, vom 7. Februar 1724 bis zum 5. April 1729 Titular-Burgrichter sowie von 1731 bis zum 10. Juni 1737 auch stellvertretender Titular-Starost von Starodub. Am 28. März 1770 wurde beim Landgericht der Woiwodschaft Minsk eine Verbindungsschrift u. a. über die Güter Salerniki, Natscho und Gorodistsche im Nowogródeker Kreis, Krinitschki im Osmjanschen Kreis sowie Kalistsche im Mosirschen Kreis vollzogen. 
Die Minsker Adelsversammlung bestätigte den Rymsza am 21. April 1785 aufgrund der durchgängigen Stammreihe und des Güterbesitzes ihren Adelsstand. Durch die Deputierten-Versammlung des Minsker Gouvernements erfolgten Bestätigungen der Adelswürde der Edelleute Rymsza am 20. Mai 1798 und am 4. November 1833, nachdem zwischenzeitlich die Adelswürde auch durch Senats-Ukas vom 5. Mai 1801 konfirmiert wurde. Noch in der ersten Hälfte des 19. Jahrhunderts haben ca. 42 Rymsza in Litauen ihren Adelsnachweis durchgeführt.
Der Rigaer Kaufmann Michael Hieronymus Rimscha wurde laut Ukas eines Dirigierenden Senats von 22. August 1863, Nr. 2331 sowie aufgrund einer Kopie des Attestates des Heroldie-Departements vom 30. Mai 1875, Nr. 782 am 2. bzw. 11. Februar 1876 unter Nr. 51 in die VI. Klasse des livländischen Gouvernements-Adelsverzeichnisses eingetragen.

## Wappen
Die Rymsza gehören der Wappengemeinschaft Gozdawa an. In Rot eine oben und unten gleich ausgeprägte silberne Lilie mit goldenem Bund. Auf dem gekrönten Helm mit rot-silbernen Decken sieben Pfauenfedern, belegt mit der Lilie.

## Angehörige
- Andrzej Olechnowicz Rymsza († 1594/1599), Ritter, Vogt von Birze, enger Vertrauter von Krzysztof Radziwiłł, Dichter, übersetzte 1591 aus dem Lateinischen eine Beschreibung des Heiligen Landes[7]
- Mikołaj Rymsza, 1792 Oberst in der polnischen Kronarmee[5]
- Michael Hieronymus von Rimscha (1861–1927), Kaufmann[8]
- Robert Friedrich von Rimscha (1889–1957), Architekt[8]
- Hans von Rimscha (1899–1987), deutsch-baltischer Historiker[9]
- Robert von Rimscha (* 1964), deutscher Diplomat
- Filip Jan Rymsza (* 1977), polnisch-amerikanischer Filmemacher und Kurzgeschichtenautor